# معضلات استفاده از تلفن‌همراه

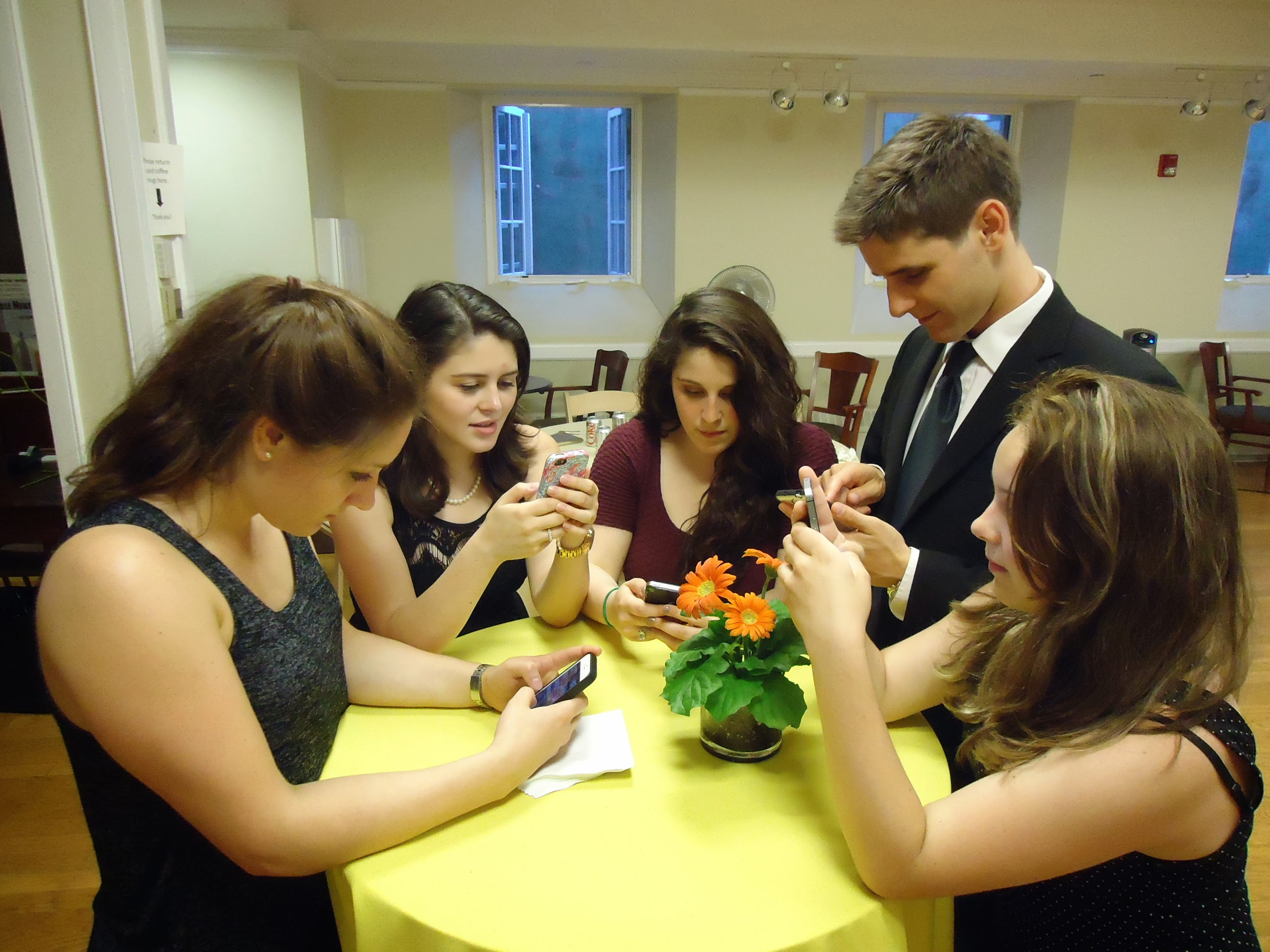

معضلات استفاده از تلفن‌همراه (انگلیسی: Problematic smartphone use) یا پدیدهٔ استفادهٔ بیش‌از حد از تلفن هوشمند، استفادهٔ بیش از اندازه از تلفن همراه یا وابستگی به آن تلقی می‌گردد. اختلالات این پدیده می‌تواند مشابه اعتیاد به بازی‌های ویدئویی و اعتیاد به رسانه‌های اجتماعی باشد. در تحقیقات امروزی در رابطه با پیامدهای ناشی از استفادهٔ بیش از اندازه از فناوری‌ها، استفادهٔ بیش از اندازه از تلفن همراه، به عنوان زیرمجموعه‌ای از اشکال مختلف اعتیاد دیجیتال یا وابستگی‌های دیجیتالی قلمداد گردیده‌است. شکل‌های مختلف اعتیاد از اواسط دههٔ ۱۹۹۰ میلادی به عنوان یک معضل اساسی مطرح گردیدند.
استفادهٔ بی‌رویه از دستگاه‌های فناوری ممکن است بر رشد اقتصادی، اجتماعی، روحی و جسمی تأثیر داشته باشد که منجر به بروز علایمی مشابه سایر اعتیادهای رفتاری می‌گردد. با همهٔ اینها راهنمای مرکز تشخیصی و آماری اختلالات روانی، عوارض استفادهٔ بیش از اندازه از تلفن‌همراه را به صورت رسمی تدوین ننموده‌است. این در حالی است که بر فرض مثال عوارض ناشی از بازی‌های دیجیتال، در این طبقه‌بندی جهانی دارای کُد بین‌المللی (icd-11) است.

## نگارخانه

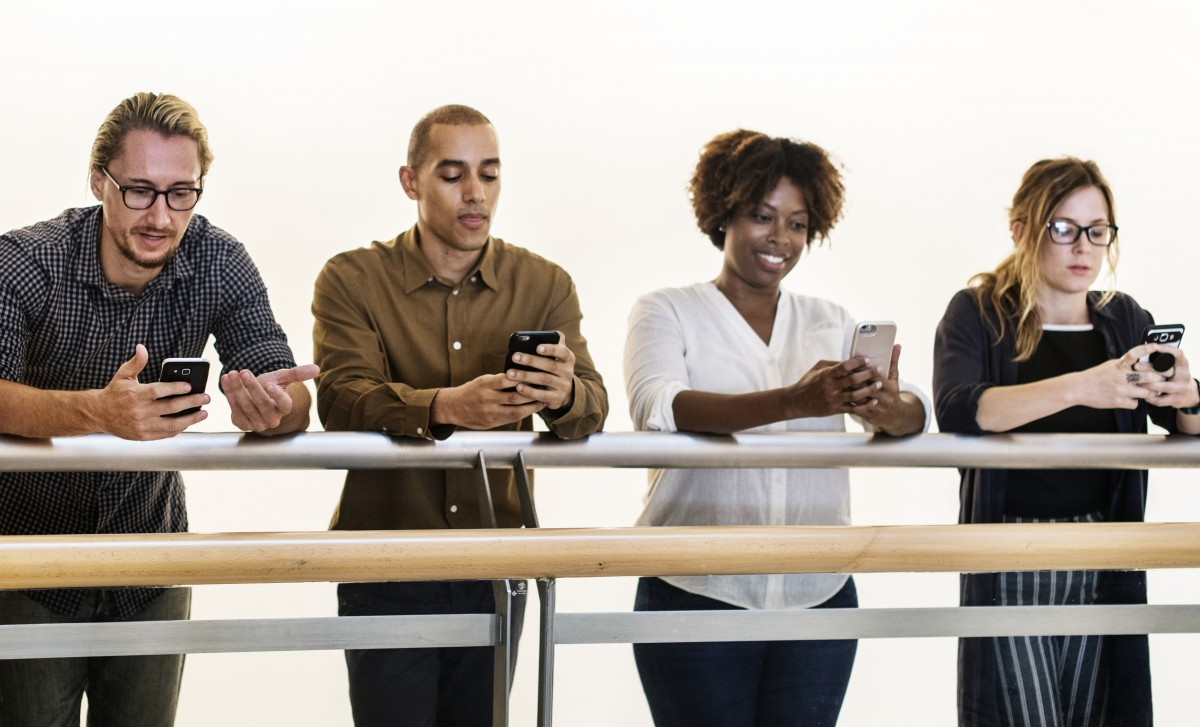
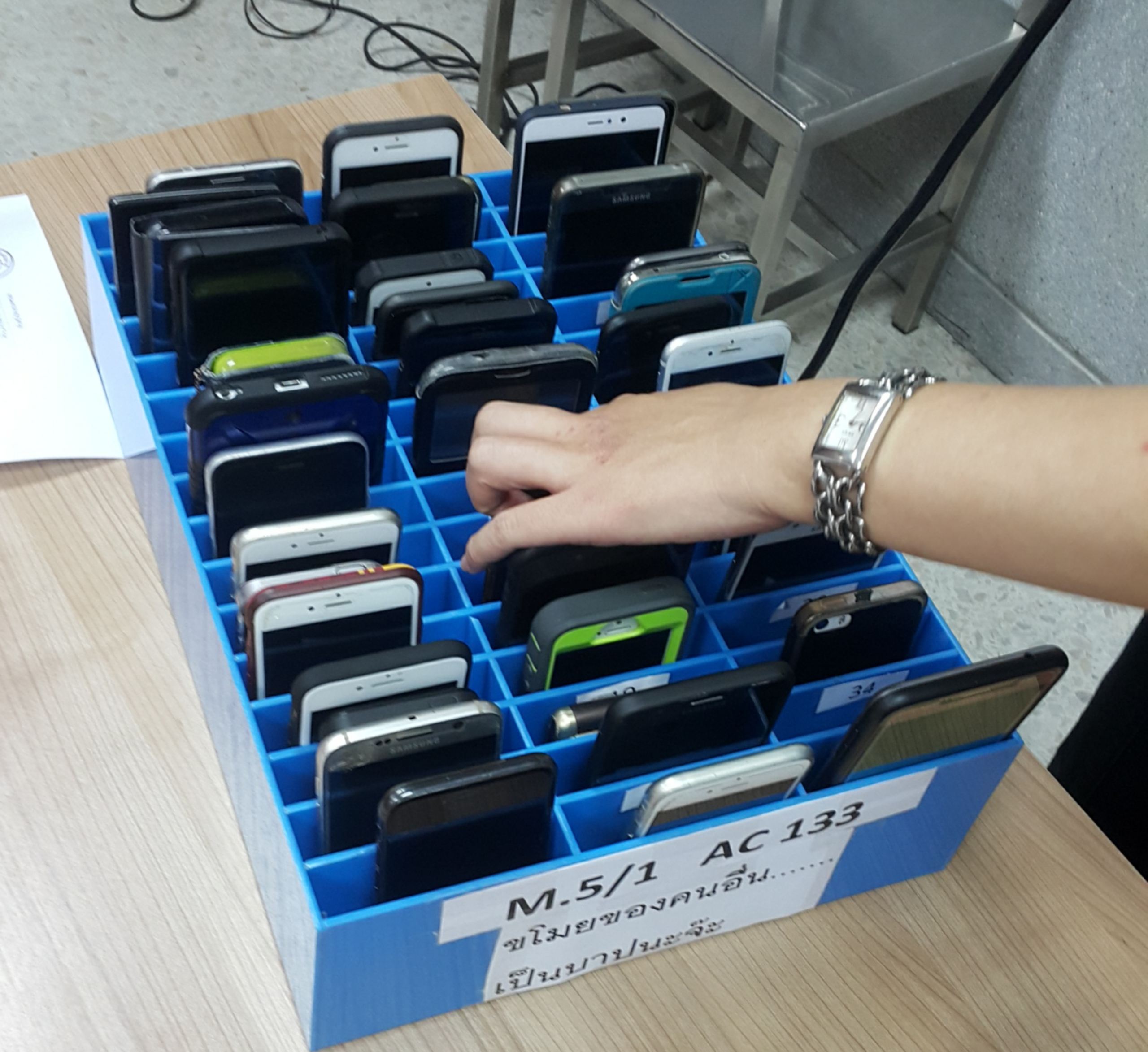